# Malayunta
Malayunta es una película de Argentina filmada en Eastmancolor dirigida por José Santiso sobre su propio guion escrito en colaboración con Jacobo Langsner según su obra Pater Noster, que se estrenó el 16 de octubre de 1986 y que tuvo como actores principales a Federico Luppi, Bárbara Mujica, Miguel Ángel Solá y Edgardo Moreira.

## Sinopsis
Cuando una pareja madura comparte su departamento con un joven escultor desprejuiciado, la convivencia se torna insoportable.

## Reparto
- Federico Luppi
- Bárbara Mujica
- Miguel Ángel Solá
- Edgardo Moreira
- Florencia Firpo
- Jorge Petraglia
- Silvia Milet
- Susana Nova
- Jorge Capobianco
- Martín Droso
- Gianni Fiori
- Mónica Lacoste
- Laura Orgambide
- Rubén Santagada
- Títeres Divertíteres
- Alberto Lago

## Premios
Festival Internacional de Cine de Cartagena de 1986
- Premio India Catalina de Oro al mejor actor a Miguel Ángel Solá

Festival Tricontinental  de Cine de Nantes de 1986.
- Candidato al Montgolfiere de Oro, José Santiso

Festival de Cine de Taormina de 1986
- Ganador del Premio Caribdis de Plata, José Santiso
- Candidato al Premio Caribdis  de Plata, José Santiso

## Comentarios
Mariano Vera en La Prensa escribió:

«De represores y reprimidos….Contrariamente a lo habitual…la raíz teatral contribuye al crecimiento dramático del film.»

Rafael Granados en Clarín dijo:

«Las dificultades pasaron (esta vez) por la desubicación del clima y por el ángulo elegido para contar esta historia.»

César Magrini en El Cronista Comercial dijo:

«…inaugura territorios virtualmente inéditos en nuestro cine –el de la crueldad por la crueldad en sí misma- y lo hace de manera por demás inobjetable.»

Adrián Desiderato en La Razón opinó:

«Una ópera prima de relieve…El clima de tensión imperantey el clima desplegado lo dominan todo.»

Manrupe y Portela escriben:

«Una película bizarra muy interesante en su forma de acercarse a a la violencia. Bien actuada, despareja y tal vez subvalorada.»